# Chen Po-Yen
Chen Po-Yen es un deportista taiwanés que compite en taekwondo. Ganó una medalla de bronce en el Campeonato Mundial de Taekwondo de 2022, en la categoría de –54 kg.

## Palmarés internacional
| Campeonato Mundial | Campeonato Mundial   | Campeonato Mundial | Campeonato Mundial |
| Año                | Lugar                | Medalla            | Categoría          |
| ------------------ | -------------------- | ------------------ | ------------------ |
| 2022               | Guadalajara (México) | Medalla de bronce  | –54 kg             |